# ミハウ・トロンブカ
ミハウ・トロンブカ（Michał Trąbka 、1997年4月22日 - ）は、ポーランド・ルダ・シロンスカ出身のプロサッカー選手。スタル・ミエレツ所属。ポジションは、ミッドフィールダー。